# Distrito de Dhemaji
Dhemaji (en asamés; ধেমাজি জিলা) es un distrito de India en el estado de Assam. Código ISO: IN.AS.DM.
Comprende una superficie de 3 237 km².
El centro administrativo es la ciudad de Dhemaji.

## Demografía
Según censo 2011 contaba con una población total de 688 077 habitantes, de los cuales 335 034 eran mujeres y 353 043 varones.